# Рашко Младенов
Рашко Любомиров Младенов е български театрален и филмов актьор. През 2017 г. е назначен за министър на културата в служебното правителство.

## Биография
Роден е на 6 февруари 1947 г. в София,  Народна република България. Негов баща е актьорът Любомир Т. Младенов.
През 1972 г. завършва актьорско майсторство за драматичен театър във ВИТИЗ „Кръстьо Сарафов“ и започва кариерата си по разпределение в Драматичен театър „Сава Огнянов“ в Русе (1972 – 1975).
По-късно постъпва в трупата на Театър „София“ (1975), играл е и в Младежки театър „Николай Бинев“ и Народен театър „Иван Вазов“.
Между 1997 и средата на 2006 г. е директор на Сатиричния театър, когато бива сменен след редовен конкурс, обявен от Министерството на културата.
На Стената на славата пред Театър 199 има пано с отпечатъците му.
Освен в театъра, Младенов има роли в киното: сериалите „Хора и богове“ (1979), „Фалшификаторът от Черния кос“ (1983), „Цветове на изгрева“ (1987) и филми като „Игра на любов“ (1980) и „Маргарит и Маргарита“ (1989),
Член на САБ (1972).
Има 25 роли в киното, 14 режисирани постановки и е създал музика за 23 спектакъла. Написал е музиката към пиесата „С любовта шега не бива“ на Алфред дьо Мюсе (Русе, 1975),„Приказки“ от Киплинг, „Кръчмата под зеленото дърво“ и др.
Заедно с Ицхак Финци подтиква трупата на Театър „София“ да реализират театрално представление на операта „Риголето“, което се играе с огромен успех. Заедно с Тодор Колев, Николай Бинев и Ицхак Финци изнасят 25 концерта със симфоничния оркестър на БНР на уникален микс от класически произведения, които свирят, пеят и дирижират под надслов „Първоаприлски концерт“. 
В периода 2006 – 2009 г. работи в Българския културен център в Москва.
Бил е съпруг на режисьорката Маргарита Младенова, но се развеждат. Рашко Младенов е женен за Милена Младенова.

## Театрални роли
- „Престъпление и наказание“ (Фьодор Достоевски) – Разколников
- „Януари“ (Йордан Радичков) – пощенският раздавач
- „Зимна приказка“ (Уилям Шекспир) – Флоризел
- „Неудачници“
- С любовта шега не бива (Мюсе) - Метр Бриден
- Тузенбах
- Вершинин
- Три сестри (Антон Чехов)
- „Нека да е лято“

## Телевизионен театър
- „Коловоз“ (1989) (Владимир Арро) – Пиромов
- „Километри“ (1989) (Кева Апостолова)
- „Реабилитация“ (1988) (Евгений Тодоров)
- „Излишни неща от личния живот“ (1985) (Сергей Коковкин)
- „Свободно място във влака“ (1985) (от Стефан Стайчев) – Камен
- „Историята на един кон (Холстомер)“ (1985) (от Лев Толстой, реж. Вили Цанков)
- „Съдията и жълтата роза“ (1984) (от Георги Данаилов, реж. Маргарита Младенова)
- „Последният дуел“ (1984) (Мар Байджиев)
- „Чуждото дете“ (1983) (В. Шиваркин)
- „Лунният камък“ (1982) (Уилки Колинс), 3 части
- „Истината! Само истината!“ (1980) (Даниел Ал)
- „Третото поколение“ (1978) (Николай Мирошниченко)
- „Големият разговор“ (Герман Балуев и Александър Герман) (1978)

## Филмография
| Година      | Филми и Сериали                            | Серии | Роля                                                         |
| ----------- | ------------------------------------------ | ----- | ------------------------------------------------------------ |
| 1990        | Музикален момент                           |       |                                                              |
| 1990        | Племенникът чужденец                       |       | учителят по музика                                           |
| 1989        | Стъпки в снега                             |       |                                                              |
| 1989        | Маргарит и Маргарита                       |       | хореографът Юлианчо                                          |
| 1989        | Километри                                  |       |                                                              |
| 1987        | Цветове на изгрева (тв сериал)             | 3     | Александър Корфунозов – Сашо Кофуна, шеф на престъпна група  |
| 1985        | Константин Философ                         | 2     | философът Фотий                                              |
| 1984        | Пътят на музикантите                       |       | кларинетистът                                                |
| 1983        | Голямата игра (Большая игра) (тв сериал)   | 6     |                                                              |
| 1983        | Фалшификаторът от „Черния кос“ (тв сериал) | 3     | лейтенант Николай Иванов, следовател (в 3 серии: I, II, III) |
| 1983        | Константин Философ (тв сериал)             | 6     | философът патриарх Фотий                                     |
| 1983        | Търси се нова майка                        |       | Марин                                                        |
| 1981        | Летало                                     |       | поп Горчо                                                    |
| 1981        | Етюд за лява ръка (тв)                     |       | майор Гаврилов                                               |
| 1980        | Игра на любов                              |       | Боби                                                         |
| 1979        | Адрес                                      |       | Гюлев, управител на почивната станция                        |
| 1979        | Снимки за спомен                           |       | Станимир                                                     |
| 1979        | Хора и богове                              | 3     | Валерий Горбачески, учен от Института по физика              |
| 1978        | Компарсита                                 |       | журналистът Хинов                                            |
| 1977        | Слънчев удар                               |       | Балчев                                                       |
| 1975        | Виза за океана                             |       | четвърти механик                                             |
| 1974        | На чисто                                   |       | Иван                                                         |
| 1972        | Момчето си отива                           |       | съученик на Ран                                              |
| 1971 – 1972 | Това спокойно всекидневие                  | 3     |                                                              |